# Henry Thynne, III marchese di Bath

Blasone della casata

Henry Thynne, III marchese di Bath (24 maggio 1797 – 24 giugno 1837), è stato un politico e militare inglese.

## Biografia
Era figlio di Thomas Thynne, II marchese di Bath, e di sua moglie Isabella Elizabeth Byng.

## Carriera politica e militare
Ha servito nella Royal Navy e raggiunse il grado di capitano nel 1822. Dal 1824 al 1826 e dal 1828 al 1832, era un deputato Tory per Weobley.

## Matrimonio
Il 10 aprile 1830 sposò Harriet Baring, figlia di Alexander Baring, I barone Ashburton. Ebbero quattro figli:
- Lady Louisa Harriet Thynne Isabella (? - 1919), sposò il generale Robert Feilding, figlio di William Feilding, VII conte di Denbigh ed ebbero figli;
- Lady Alice Thynne (? - 1847);
- John Alexander Thynne, IV marchese di Bath (1831-1896);
- Lord Henry Frederick Thynne (1832-1904), sposò Lady Ulrica Seymour, figlia di Edward Seymour, XII duca di Somerset ed ebbero figli.

## Morte
Morì nel 1837 e fu sepolto a Longleat House, nel Wiltshire.

## Ascendenza
|                                     |                                      |                                       | Genitori                                           |  |  | Nonni |  |  | Bisnonni                            |  |  | Trisnonni     |  |
|                                     |                                      |                                       |                                                    |  |  |       |  |  | Thomas Thynne, II visconte Weymouth |  |  | Thomas Thynne |  |
|                                     |                                      |                                       |                                                    |  |  |       |  |  | Thomas Thynne, II visconte Weymouth |  |  | Thomas Thynne |  |
|                                     |                                      | Mary Villiers                         |                                                    |  |  |       |  |  | Thomas Thynne, II visconte Weymouth |  |  |               |  |
| Thomas Thynne, I marchese di Bath   |                                      |                                       |                                                    |  |  |       |  |  | Thomas Thynne, II visconte Weymouth |  |  |               |  |
|                                     |                                      | Louisa Carteret                       | John Carteret, II conte Granville                  |  |  |       |  |  |                                     |  |  |               |  |
|                                     |                                      | Louisa Carteret                       | John Carteret, II conte Granville                  |  |  |       |  |  |                                     |  |  |               |  |
|                                     |                                      | Louisa Carteret                       | Frances Worsley                                    |  |  |       |  |  |                                     |  |  |               |  |
| Thomas Thynne, II marchese di Bath  |                                      | Louisa Carteret                       |                                                    |  |  |       |  |  |                                     |  |  |               |  |
|                                     |                                      | William Bentinck, II duca di Portland | Henry Bentinck, I duca di Portland                 |  |  |       |  |  |                                     |  |  |               |  |
|                                     |                                      | William Bentinck, II duca di Portland | Henry Bentinck, I duca di Portland                 |  |  |       |  |  |                                     |  |  |               |  |
|                                     |                                      | William Bentinck, II duca di Portland | Elizabeth Noel                                     |  |  |       |  |  |                                     |  |  |               |  |
| Elizabeth Bentinck                  |                                      | William Bentinck, II duca di Portland |                                                    |  |  |       |  |  |                                     |  |  |               |  |
|                                     |                                      | Margaret Harley                       | Edward Harley, II conte di Oxford e conte Mortimer |  |  |       |  |  |                                     |  |  |               |  |
|                                     |                                      | Margaret Harley                       | Edward Harley, II conte di Oxford e conte Mortimer |  |  |       |  |  |                                     |  |  |               |  |
|                                     |                                      | Margaret Harley                       | Henrietta Cavendish-Holles                         |  |  |       |  |  |                                     |  |  |               |  |
| Henry Thynne, III marchese di Bath  |                                      | Margaret Harley                       |                                                    |  |  |       |  |  |                                     |  |  |               |  |
|                                     | George Byng, III visconte Torrington | George Byng, I visconte Torrington    |                                                    |  |  |       |  |  |                                     |  |  |               |  |
|                                     | George Byng, III visconte Torrington | George Byng, I visconte Torrington    |                                                    |  |  |       |  |  |                                     |  |  |               |  |
|                                     | George Byng, III visconte Torrington | Margaret Master                       |                                                    |  |  |       |  |  |                                     |  |  |               |  |
| George Byng, IV visconte Torrington | George Byng, III visconte Torrington |                                       |                                                    |  |  |       |  |  |                                     |  |  |               |  |
|                                     |                                      | Elizabeth Daniel                      | Lyonel Daniel                                      |  |  |       |  |  |                                     |  |  |               |  |
|                                     |                                      | Elizabeth Daniel                      | Lyonel Daniel                                      |  |  |       |  |  |                                     |  |  |               |  |
|                                     |                                      | Elizabeth Daniel                      | Martha Master                                      |  |  |       |  |  |                                     |  |  |               |  |
| Isabella Elizabeth Byng             |                                      | Elizabeth Daniel                      |                                                    |  |  |       |  |  |                                     |  |  |               |  |
|                                     |                                      | John Boyle, V conte di Cork           | Charles Boyle, IV conte di Orrery                  |  |  |       |  |  |                                     |  |  |               |  |
|                                     |                                      | John Boyle, V conte di Cork           | Charles Boyle, IV conte di Orrery                  |  |  |       |  |  |                                     |  |  |               |  |
|                                     |                                      | John Boyle, V conte di Cork           | Elizabeth Cecil                                    |  |  |       |  |  |                                     |  |  |               |  |
| Lucy Boyle                          |                                      | John Boyle, V conte di Cork           |                                                    |  |  |       |  |  |                                     |  |  |               |  |
|                                     |                                      | Margaret Hamilton                     | John Hamilton                                      |  |  |       |  |  |                                     |  |  |               |  |
|                                     |                                      | Margaret Hamilton                     | John Hamilton                                      |  |  |       |  |  |                                     |  |  |               |  |
|                                     |                                      | Margaret Hamilton                     | Lucy Dopping                                       |  |  |       |  |  |                                     |  |  |               |  |
|                                     |                                      | Margaret Hamilton                     |                                                    |  |  |       |  |  |                                     |  |  |               |  |